# Rhyacophila fragariae
Rhyacophila fragariae är en nattsländeart som beskrevs av Malicky 1976. Rhyacophila fragariae ingår i släktet Rhyacophila och familjen rovnattsländor. Inga underarter finns listade i Catalogue of Life.